# You've Got It Bad, Girl
Albums de Quincy Jones
Smackwater Jack
(1971)
You've Got It Bad, Girl est un album sorti en 1973 et produit par Quincy Jones et Ray Brown.

## Morceaux
1. "Summer in the City" (Steve Boon, John Sebastian, Mark Sebastian) – 4:05
2. "Eyes of Love" (Quincy Jones, Bob Russell) – 3:28
3. "Tribute to A.F.: Daydreaming/First Time Ever I Saw Your Face" (Aretha Franklin, Ewan MacColl) – 7:11
4. "Love Theme from The Getaway" (Quincy Jones) – 2:35
5. "You've Got It Bad Girl" (Stevie Wonder, Yvonne Wright) – 3:12
6. "Superstition" (Stevie Wonder) - 4:32
7. "Manteca" (Gil Fuller, Dizzy Gillespie, Chano Pozo) – 8:42
8. "Sanford & Son Theme" (Quincy Jones) – 3:05
9. "Chump Change" (Bill Cosby, Quincy Jones) – 3:19

## Musiciens
- Quincy Jones - Chef d'orchestre, Arrangeur, Trompette, Chant
- Valerie Simpson - Chant
- Phil Woods - Saxophone alto
- Ernie Watts - Saxophone
- Cat Anderson - Trompette
- Hubert Laws - Flûte
- Dennis Budimir - Guitare
- George Duke - Piano, Piano électrique
- Dave Grusin - Piano électrique, Claviers
- Bob James - Claviers
- Eddy Louiss - Orgue
- Toots Thielemans - Guitare, Harmonica, Sifflement
- Tom Junior Morgan - Harmonica
- Carol Kaye - Basse
- Chuck Rainey - Basse, Guitare Basse
- Grady Tate - Batterie
- Milt Holland - Percussions
- Bobbye Porter - Percussions